# Pahta-Pirttivaara naturreservat
Pahta-Pirttivaara naturreservat är ett naturreservat i Övertorneå kommun i Norrbottens län.
Området är naturskyddat sedan 2019 och är 0,9 kvadratkilometer stort. Reservatet omfattar toppen av berget Pahta-Pirttivaara och dess södersluttning. Reservatets består av gammal hällmarkstallskog och i sydost av lövrik barrblandskog. 